# Chilly (Alta Savoia)
Chilly è un comune francese di 1 123 abitanti situato nel dipartimento dell'Alta Savoia della regione dell'Alvernia-Rodano-Alpi.

## Società

### Evoluzione demografica
Abitanti censiti